# بلدية العزيزية
بلدية العزيزية هي إحدى بلديات مدينة الرياض في المملكة العربية السعودية.

## الأحياء التابعة لها
- حي العزيزية
- حي الدار البيضاء
- حي طيبة
- حي المنصورية[1][2]